# Sonar attivo
Il sonar attivo 

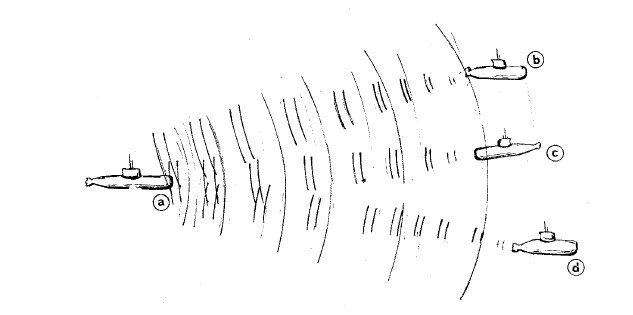
Scoperta dei bersagli con sonar attivo: il sottomarino a) localizza, con il metodo dell'eco i tre bersagli b), c), d)

è un localizzatore subacqueo che esegue la ricerca dei bersagli emettendo impulsi acustici ad alto livello per riceverne, come conseguenza, gli echi.
Caratteristiche dei bersagli dedotte dal sonar:
- Posizione angolare rispetto al Nord [N 3]
- Traiettoria
- Misura della quota
- Misura della distanza [N 4]
- Rilevamento della velocità
- Altri particolari dati operativi

## Sequenza operativa del sonar
La sequenza operativa raccoglie tutte le funzioni e/o gli eventi che si sviluppano nel sonar attivo e in mare dall'inizio dell'attività di ricerca dei bersagli alla scoperta e visualizzazione delle loro tracce.
- Nel localizzatore e in mare: Valutazioni delle condizioni ambientali (tracciamento dei raggi acustici e calcoli di previsione della portata) [N 5]
- Nel localizzatore: comando per l'emissione degli impulsi acustici [N 6]
- Nel localizzatore: generazione degli impulsi elettrici da applicare alla base acustica d'emissione
- Nel localizzatore e in mare: trasduzione degli impulsi elettrici in acustici con la base d'emissione
- In mare: i problemi dovuti alla riverberazione a seguito emissione impulso in mare
- In mare: i bersagli generano gli echi conseguenti all'emissione
- Nel localizzatore: ricezione degli echi mascherati dalla riverberazione
- Nel localizzatore: elaborazione dati e visualizzazione delle tracce dei bersagli

## Generatore di potenza e base acustica

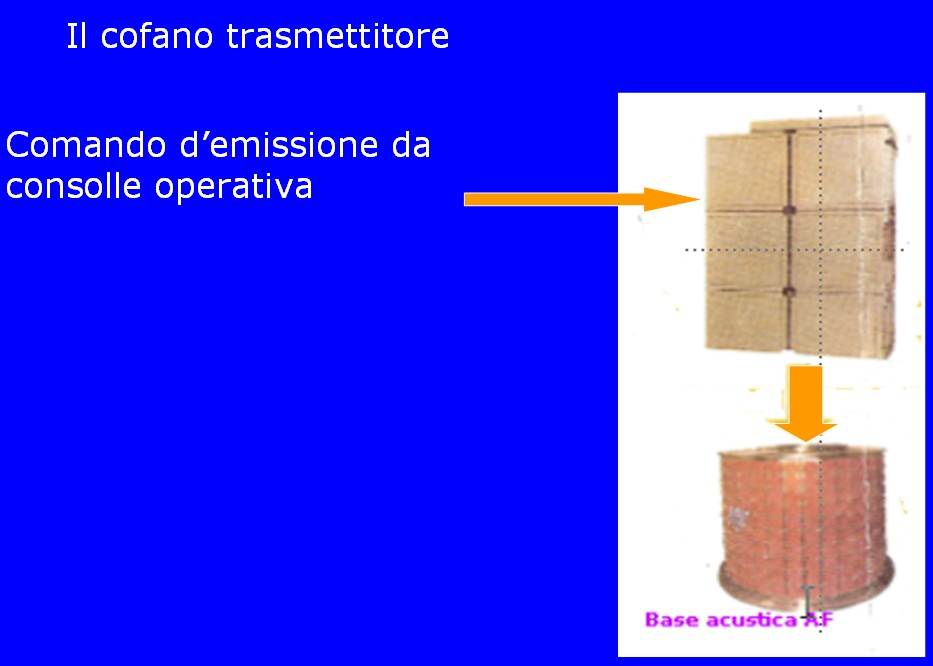
Cofano di un generatore di potenza e base acustica

Il sistema dì generazione degli impulsi acustici di un sonar attivo è, a grandi linee, costituito da un generatore di potenza elettrica e da una base acustica d'emissione.
Il generatore di potenza di un sonar installato su di un sottomarino è in grado di generare impulsi elettrici dell'ordine di decine di migliaia di watt.
La forma, la frequenza all'interno degli impulsi e la durata degli stessi possono variare in un'ampia gamma di valori suggeriti dalle condizioni operative al momento della ricerca dei bersagli.
La base acustica trasduce gli impulsi elettrici del generatore in impulsi acustici che si propagano in mare, inizialmente come onde sferiche.
Modalità d'emissione e livelli
L'emissione degli impulsi del sonar può essere comandata in modalità panoramica  o in modalità direzionale .
Gli impulsi emessi dalla base acustica del sonar hanno, indicativamente, un livello di pressione pari a: 
{\displaystyle LI\approx 230\ dB/\mu Pa/1m} 

## Ricezione echi dei bersagli

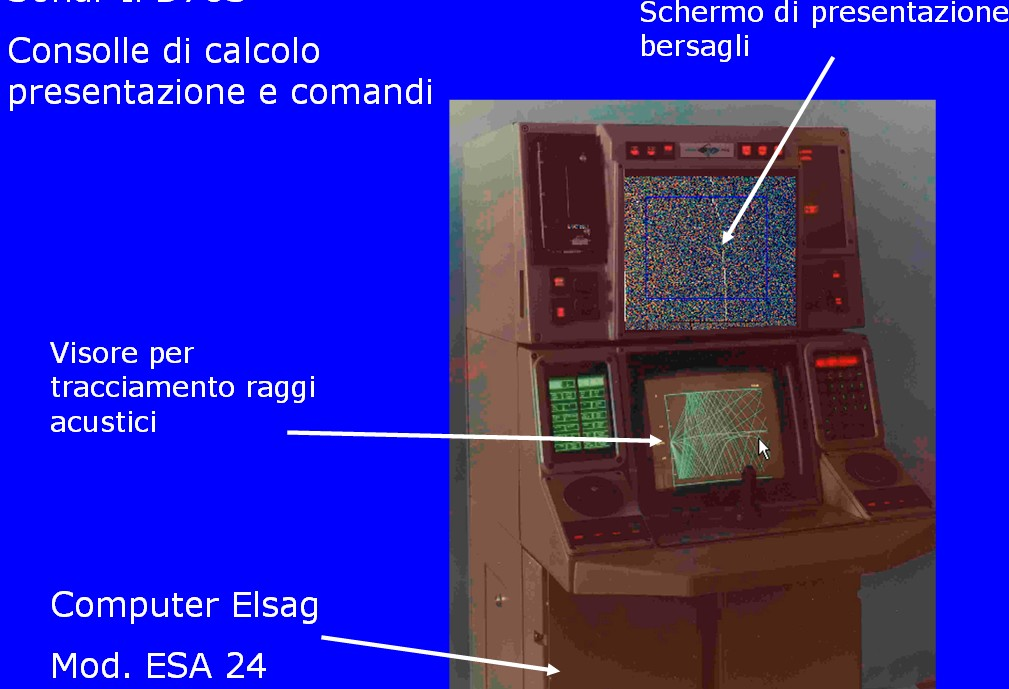
Consolle di calcolo e presentazione degli echi

La ricezione dei segnali acustici dovuti agli echi dei bersagli, e la loro visualizzazione, è affidata a un complesso sistema di elaborazione dati governato e interfacciato con la consolle di comando e controllo.
Le molteplici funzioni esplicate dalla consolle sono:
- Presentazione a cascata dello scenario subacqueo per la funzione attiva, lo schermo video dedicato per tale compito è nella parte alta della consolle.
- Presentazione in coordinate cartesiane dei diagrammi relativi ai calcoli del percorso dei raggi acustici in mare;[N 11] lo schermo dedicato è nella parte inferiore della consolle.
- Presentazione video della funzione BDI[N 12](in fase di emissione d'impulsi).
- Misura della velocità dei bersagli passivi mediante analisi dell'effetto Doppler.
- Comando a mezzo volantino della punteria manuale: presentazione del valore angolare connesso con il rilevamento dei bersagli.
- Comando[N 13] per l'emissione impulsiva: omnidirezionale / direttiva / durata impulsi.

## Il mare dopo l'impulso

### La riverberazione
I fenomeni della riverberazione in mare accompagnano le emissioni acustiche del sonar attivo generate per l'illuminazione impulsiva dei bersagli, sono caratterizzati da tre tipi particolari che si manifestano,	sia	isolatamente,	sia	contemporaneamente	in dipendenza delle caratteristiche dell'ambiente subacqueo.

### Tipologie della riverberazione
I tre tipi della riverberazione:
- riverberazione di superficie (causata dalla riflessione delle onde acustiche che colpiscono la superficie del mare), tanto più elevata quanto è l'increspatura del mare
- riverberazione di fondo (causata dalle riflessione delle onde acustiche che colpiscono il fondo del mare), tanto più elevata quando il fondo è roccioso
- riverberazione di volume (causata dalle riflessione delle particelle disperse in mare e altre cause)

Lo svolgersi del fenomeno
Lo sviluppo del fenomeno della riverberazione è descrivibile in tre fasi:
- Prima fase - l'emissione dell'impulso del sonar;
- Seconda fase - la comparsa di una porzione dell'energia acustica riflessa dall'ambiente che la riverbera; prima giunge la riverberazione del volume d'acqua investito dall'impulso, successivamente le altre;
- Terza fase - la comparsa dell'eco del bersaglio coperto in parte dalla riverberazione.

### Eco e riverberazione

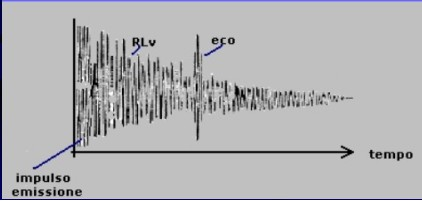
Eco di un bersaglio e riverberazione causata dall'impulso del sonar

L'eco del bersaglio, in base alla distanza dal sonar può comparire in mezzo alla riverberazione.
In particolari condizioni il rapporto tra eco e riverberazione non consente la rivelazione del bersaglio.

## Livello echi dei bersagli

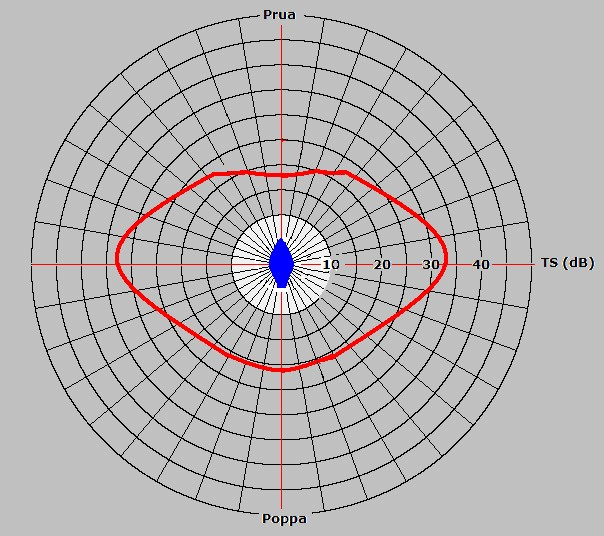
TS in dB: diagramma della forza riflettente di un bersaglio variabile con l'aspetto

Quando un sonar attivo emette impulsi acustici per la ricerca di bersagli subacquei questi riflettono una porzione dell'energia ricevuta sotto forma di eco.
Il rapporto fra l'intensità dell'energia riflessa e l'intensità dell'onda incidente viene indicato come forza del bersaglio: TS (abbreviazione inglese per Target Strength); il TS è espresso in {\displaystyle dB} (decibel).
L'entità del livello dell'eco dipende dalle caratteristiche volumetriche, di forma e di aspetto del bersaglio.
L'importanza dell'ampiezza del {\displaystyle TS} nel calcolo delle portata di scoperta  di un sonar attivo è sensibile.

### Il TS dei sottomarini
Il calcolo del {\displaystyle TS} per corpi aventi strutture 
geometriche regolari è stato sviluppato ed è disponibile in apposite tabelle di testi specialistici.
IL calcolo del {\displaystyle TS} di strutture irregolari, quali ad esempio un'unità sottomarina dotata di torretta e altro che ne costituiscono l'insieme dello scafo, non è fattibile con precisione; la valutazione del {\displaystyle TS} per dette strutture è affidata a rilievi sul campo.

### Portata sonar in funzione del TS

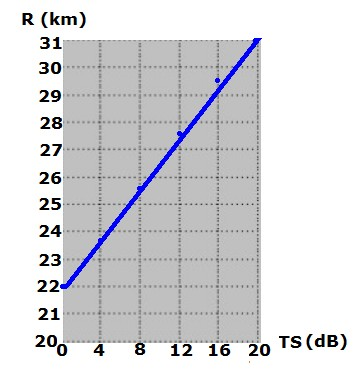
Portata R in km in funzione del valore di TS in dB

La portata di scoperta di un sonar attivo indica in generale la probabile distanza alla quale questo può scoprire un bersaglio. La portata di scoperta non è un dato certo ma una previsione a carattere probabilistico.
Il calcolo della portata massima per propagazione sferico-cilindrica  per la componente attiva si ottiene dalla soluzione del seguente sistema di equazioni in {\displaystyle R}:
{\displaystyle {\begin{cases}TL=120+20\cdot \log _{10}{R}+2\cdot \alpha \cdot R\\TL=LI+TS-NL-DT+DI\end{cases}}}
Assunti i valori delle variabili che compaiono nel sistema con dati reali, {\displaystyle TS} escluso, si calcola la curva che mostra come la portata {\displaystyle R} vari da {\displaystyle 22\ km\ a\ 31\ km} per {\displaystyle Ts} variabile da {\displaystyle 0\ a\ 20\ dB.}

## Valutazioni delle condizioni ambientali

### Tracciamento raggi acustici

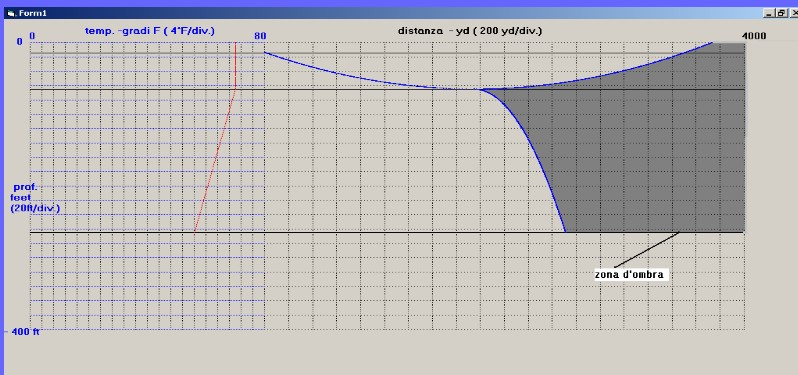
Uno dei molteplici casi della formazione della zona d'ombra: un bersaglio che si trovasse nella zona grigia non sarebbe scoperto dal sonar di un sottomarino al di fuori di tale zona

Dall'andamento delle traiettorie dei raggi acustici in mare, legate alle variazioni delle temperature dell'acqua, dipendono le capacità di scoperta dei sonar attivi.
Come attività propedeutica alla scoperta dei bersagli con il sonar attivo è necessario il computo e il tracciamento grafico delle traiettorie dei raggi acustici in mare per individuarne le zone d'ombra.
Le diverse situazioni che si possono verificare a seguito dei molteplici andamenti delle traiettorie dei raggi acustici si estendono dall'impossibilità di qualsiasi rilevamento sonar, nelle zone d'ombra, alle capacità di scoperta dei bersagli a distanze eccezionali nei casi di canalizzazione del suono.

### Probabili portate di scoperta
Il calcolo delle portate di scoperta è un dato indicativo delle probabili distanze coperte dal localizzatore attivo.
Il computo dipende da diverse variabili sia caratteristiche fisiche del sonar, sia rilevate o desunte al momento come, ad esempio, il rumore del mare.

## note
Annotazioni
1. ↑  Questo apparato, prima della fine della II^ guerra mondiale , era chiamato Impianto ecogoniometrico
2. ↑  Dati e fotografie di questa pagina sono relative al sonar IP70 USEA. progettato per i sottomarini classe Sauro
3. ↑  Oppure rispetto all'asse longitudinale del battello sul quale è installato il sonar.
4. ↑  La misura si riferisce alla distanza fisica tra sottomarino e bersaglio; da non confondersi con la portata che indica la probabile distanza massima di scoperta del bersaglio
5. ↑  Operazioni di calcolo eseguite dopo rilievi acustici e termici in mare
6. ↑  L'emissione può essere comandata per un singolo evento o per più eventi successivi
7. ↑  Gli impulsi acustici sono emessi su tutti i {\displaystyle 360}° dell'orizzonte
8. ↑  Tutta la potenza acustica disponibile è indirizzata verso una sola direzione prescelta
9. ↑  Indicato come livello indice (LI)
10. ↑  {\displaystyle 1\ \mu \ Pa\ =1.0197\ E-11\ kg/cmq}
11. ↑  Generalmente l'operazione di tracciamento dei raggi acustici in mare viene fatta prima d'iniziare la fase di scoperta dei bersagli
12. ↑  La funzione BDI consente di scoprire eventuali accostate del bersaglio
13. ↑  Negli anni 60 questo comando era ad esclusiva disposizione del comandante del sottomarino; ciò per evidenti ragioni di sicurezza ad evitare che con un impulso emesso per errore si svelasse la presenza del sottomarino
14. ↑  La portata di scoperta indica la probabile distanza massima per la quale è ancora individuare un bersaglio
15. ↑  Gli studi sull'argomento sono stati sviluppati per la costruzione di bersagli artificiali necessari per l'addestramento del personale addetto alla conduzione del sonar; si evitava in tal modo il dispendioso impiego di due unità navali.

Fonti
1. ↑  Del Turco, pp. 124-129.
2. ↑  Del Turco, pp. 40-45.
3. ↑  Urick, pp. 291-329.
4. ↑  De Dominics, pp. 376-383.
5. ↑  Horton, pp. 334-342.
6. ↑  Horton, pp. 327-334.
7. ↑  Metodi di calcolo della portata di scoperta per la componente attiva - Wikiversità